# Грінволд (Міннесота)
Грінволд (англ. Greenwald) — місто (англ. city) в США, в окрузі Стернс штату Міннесота. Населення — 197 осіб (2020).

## Географія
Грінволд розташований за координатами 45°36′5″ пн. ш. 94°51′34″ зх. д. / 45.60139° пн. ш. 94.85944° зх. д. (45.601311, -94.859374).  За даними Бюро перепису населення США в 2010 році місто мало площу 1,87 км², уся площа — суходіл.

## Демографія
Згідно з переписом 2010 року, у місті мешкали 222 особи в 98 домогосподарствах у складі 66 родин. Густота населення становила 119 осіб/км².  Було 104 помешкання (56/км²).
Расовий склад населення:
| - 100,0 % — білих |

До двох чи більше рас належало 0,0 %. Частка іспаномовних становила 0,9 % від усіх жителів.
За віковим діапазоном населення розподілялося таким чином: 20,7 % — особи молодші 18 років, 57,7 % — особи у віці 18—64 років, 21,6 % — особи у віці 65 років та старші. Медіана віку мешканця становила 51,2 року. На 100 осіб жіночої статі у місті припадало 111,4 чоловіків;  на 100 жінок у віці від 18 років та старших — 107,1 чоловіків також старших 18 років.
Середній дохід на одне домашнє господарство  становив 53 563 долари США (медіана — 50 714), а середній дохід на одну сім'ю — 55 496 доларів (медіана — 53 750). За межею бідності перебувало 5,8 % осіб, у тому числі 5,6 % дітей у віці до 18 років та 24,4 % осіб у віці 65 років та старших.
Цивільне працевлаштоване населення становило 162 особи. Основні галузі зайнятості: освіта, охорона здоров'я та соціальна допомога — 17,9 %, виробництво — 15,4 %, роздрібна торгівля — 13,0 %.